# Гусман, Алехандра
Алеха́ндра Гусма́н (исп. Alejandra Gabriela Guzmán-Pinal; род. 9 февраля 1968, Мехико) — мексиканская поп-певица и актриса. 
Отец — Энрике Гусман, мексиканский актёр и певец, мать — мексиканская актриса Сильвия Пиналь.

## Награды Алехандры
- Latin Grammy 2002: «Best Rock Solo Album» (Soy)
- Winner of ASCAP Latin Award: Pop Balad: «Volverte a Amar» (2006) / «Soy sólo un Secreto» (2009) / «Día de Suerte» (2012)
- «La Luna» Del Auditorio Nacional” Award: Best Live Latin Rock Performance
- Premio Oye! 2006: «Album of the Year» and «Best Female Artist»
- Premios Juventud 2010: Best Rock Artist
- Premios Juventud 2012: Mejor Tema Novelero «Día de Suerte»